# ANGKASA
Die ANGKASA (malaiisch Agensi Angkasa Negara) war eine malaysische Weltraumagentur. Sie wurde im Jahr 2002 gegründet, war zuständig für Forschung und Bildung im Weltraumbereich und sollte die malaysische Regierung bei der Erreichung ihrer Ziele im Weltraum unterstützen. Am 20. Februar 2019 wurde die ANGKASA per Beschluss des malaysischen Kabinetts mit der Malaysischen Behörde für Fernerkundung (Agensi Remote Sensing Malaysia, MRSA) zur Malaysischen Raumfahrtbehörde (Agensi Angkasa Malaysia, MYSA) mit Sitz in Kuala Lumpur vereinigt.

## Bemanntes Raumfahrtprogramm
Als Teil der Gegenleistung für den Kauf von 18 Suchoi Su-30MKM Kampfflugzeugen durch die malaysische Regierung ermöglichte es Russland, einen malaysischen Raumfahrer (Angkasawan) im Jahr 2007 in den Weltraum zu fliegen. Sheikh Muszaphar Shukor wurde am 4. September 2006 als erster malaysischer Astronaut ausgewählt. Er flog im Oktober 2007 für elf Tage zur Internationalen Raumstation.
Im Jahr 2005 kündigte der malaysische Wissenschafts- und Technologieminister einen Plan für die Landung eines malaysischen Astronauten auf dem Mond an. Man hoffte, dass diese spätestens 2020 stattfinden könne.